# Конвой Балікпапан – Трук (23.10.43 – 01.11.43)
Конвой Балікпапан — Трук (23.10.43 — 01.11.43) — японський конвой часів Другої світової війни, проведення якого відбувалось у жовтні — листопаді 1943.
Вихідним пунктом конвою був один з головних центрів нафтовидобувної промисловості Південно-Східної Азії Балікпапан, розташований на східному узбережжі острова Борнео. Пунктом призначення став атол Трук у центральній частині Каролінських островів, де до лютого 1944-го була головна база японського ВМФ у Океанії та транспортний хаб, що забезпечував постачання Рабаула (головна передова база в архіпелазі Бісмарка, з якої провадились операції на Соломонових островах та сході Нової Гвінеї).
23 жовтня 1943-го з Балікпапану вийшли танкери «Нічієй-Мару» (Nichiei Maru) та «Кеньо-Мару» (Kenyo Maru), які супроводжував мисливець за підводними човнами CH-6. 24 жовтня танкери зіткнулись, після чого «Кеньо-Мару» був вимушений вернутись до Балікпапану для ремонту (вийде у новий рейс до Труку наприкінці листопада). «Нічієй-Мару» продовжив рейс, при цьому CH-6 супроводжував його лише перші півтори тисячі кілометрів під час руху Макасарською протокою та морем Сулавесі до виходу у Філіппінське море (можливо відзначити, що через нестачу ескортних кораблів японські танкери, які зазвичай мали швидкість вищу від простих вантажних суден, часто виконували рейси без ескорту).
24 жовтня 1943-го з того ж Балікпапану вийшли ще два танкери «Нісшо-Мару» (Nissho Maru) та «Кокуйо-Мару» (Kenyo Maru) під охороною есмінця «Санає». Останній також не пройшов увесь шлях до Труку і вже вранці 26 жовтня припинив ескортування. Надалі ці танкери розділились, причому «Кокуйо-Мару» попрямував до Рабаула (головна японська передова база у архіпелазі Бісмарка, з якої провадились операції на Соломонових островах і сході Нової Гвінеї).
У якийсь момент «Нічієй-Мару» та «Нісшо-Мару» зустрілись, причому в середині дня 31 жовтня 1943-го для ескортування прибув есмінець «Сімакадзе».
Хоча поблизу нафтовидобувних регіонів Борнео, в районі західних Каролінських островів (передусім Палау) та Труку традиційно діяли американські підводні човни, проте цього разу перехід пройшов без інцидентів і 1 листопада конвой успішно прибув на Трук.